# Câu lạc bộ bóng đá SHB Đà Nẵng
Câu lạc bộ bóng đá SHB Đà Nẵng là một câu lạc bộ bóng đá chuyên nghiệp có trụ sở tại thành phố Đà Nẵng, Việt Nam. Câu lạc bộ hiện đang thi đấu tại giải bóng đá Vô địch Quốc gia Việt Nam (V.League 1).
Được xem là một trong những câu lạc bộ giàu thành tích nhất của bóng đá Việt Nam, đội đã giành được 3 chức vô địch V.League 1, 2 Cúp Quốc gia, 1 Siêu cúp Quốc gia và một số danh hiệu khác.

## Lịch sử
Tiền thân của Câu lạc bộ bóng đá Đà Nẵng là Đội bóng đá Công nhân Quảng Nam-Đà Nẵng, sau đó đổi tên là Đội bóng đá Quảng Nam-Đà Nẵng. Vào cuối thập niên 1980 đầu thập niên 1990, Quảng Nam-Đà Nẵng là một câu lạc bộ (CLB) mạnh, đỉnh cao là chức vô địch quốc gia năm 1992, cùng 3 lần giành ngôi á quân (1987, 1990, 1991). Sau đó bóng đá Đà Nẵng chia tay một loạt cầu thủ và bắt đầu thoái trào. Năm 1997, đội hợp nhất với đội Cấp nước Đà Nẵng lấy tên gọi chung là Đà Nẵng.
Đến năm 2001, Đà Nẵng đạt ngôi Á quân Hạng Nhất 2000-01 và thăng hạng lên chơi tại V.League.
Đến trước mùa giải V-League 2008, CLB Đà Nẵng đổi tên thành SHB Đà Nẵng sau khi Sở Thể dục thể thao TP Đà Nẵng chuyển giao đội bóng cho Ngân hàng SHB.
Một năm sau, trước khi V-League 2009 khởi tranh vài ngày, câu lạc bộ chính thức chuyển đổi mô hình hoạt động thành Công ty Cổ phần Thể thao. Công ty Cổ phần Thể thao SHB Đà Nẵng chính thức ra mắt vào ngày 2 tháng 2 năm 2009. Với mức đầu tư trên 55 tỉ đồng, mùa giải V-League 2009 là mùa giải thành công với câu lạc bộ SHB Đà Nẵng khi họ giành được cú đúp vô địch quốc gia và Cúp Quốc gia 2009.
Năm 2012 tiếp tục là một năm thành công của bóng đá Đà Nẵng khi họ vô địch V-League lần thứ 2 sau khi đánh bại 3-1 trước Ninh Bình và giành Siêu cúp Quốc gia khi giành chiến thắng 4-0 trước Sài Gòn Xuân Thành.
Mùa giải V.League 2015 , đội chỉ xếp vị trí thứ 9 chung cuộc, xếp ngay sau QNK Quảng Nam. Ngoài ra, tất cả các tuyến trẻ của CLB đều thất bại và không đạt thành tích nào. Trước đó, sau 5 vòng đầu tiên không giành được chiến thắng, đã có những hoài nghi đặt lên chiếc ghế của HLV trưởng Lê Huỳnh Đức. Sự thất bại này được ban lãnh đạo đội bóng thừa nhận là do sự chuẩn bị, đầu tư thiếu chu đáo, công tác chọn lựa ngoại binh kém, cũng như thiếu sự quan tâm sâu sát ở các tuyến trẻ khi quyết định bỏ 2 lứa U-11 và U-13 vì lý do kinh phí.
Cũng tại mùa giải này, CLB đã chịu một tổn thất vô cùng lớn khi nguyên Chủ tịch danh dự của CLB Nguyễn Bá Thanh qua đời vào ngày 13 tháng 2 năm 2015. Để tưởng niệm ông, toàn đội đã mang băng tang ở trận đấu trên sân khách gặp Đồng Tâm Long An.
Vào mùa giải V.League 2016, rút ra những bài học kinh nghiệm từ mùa giải trước, lãnh đạo CLB và ban huấn luyện (BHL) đã quyết tâm thay máu lực lượng khi đưa về những cái tên có chất lương trên thị trường chuyển nhượng như Thanh Hải (từ Long An), cựu đội trưởng Hoàng Anh Gia Lai Lê Hoàng Thiên hay cựu tuyển thủ Olympic Lâm Anh Quang (từ Nam Định). Ngay sau khi kết thúc mùa giải 2015, SHB Đà Nẵng đã nhanh tay ký hợp đồng với tiền đạo người Mali Diabate Souleymane từ Long An, thế nhưng chỉ sau vài buổi tập cùng CLB mới, cầu thủ này đã gặp vấn đề về tim nên CLB đã đi đến quyết định thanh lý hợp đồng trước thời hạn. Để thay thế, BHL đã mời lại cựu Vua phá lưới V-League 2011 Gastón Merlo, ngoài ra còn ký hợp đồng với cầu thủ Jamaica Horace James từ giải VĐQG Malaysia và cầu thủ nhập tịch gốc Brasil Đinh Văn Ta. SHB Đà Nẵng còn kịp bổ sung 1 cầu thủ Việt kiều đến từ Mỹ là Minh Alva Vũ, nhưng do chưa kịp hoàn thành thủ tục nhập quốc tịch Việt Nam nên cầu thủ này được đăng ký ở giai đoạn 2 của mùa giải. Liên quan đến danh sách đăng ký mùa giải 2016, HLV Lê Huỳnh Đức đã buộc phải loại hai tuyển thủ U-23 quốc gia là Võ Huy Toàn và Hồ Ngọc Thắng. Tại mùa giải này, CLB đã được thành tích rất ấn tượng khi xếp hạng ba chung cuộc với 49 điểm, chỉ kém đội vô địch 1 điểm và Gastón Merlo có lần thứ 4 giành danh hiệu vua phá lưới với 24 bàn thắng, cao nhất trong lịch sử V.League.
Năm 2018 lại là một mùa giải thất bại của CLB khi chỉ giành được vị trí thứ 9, với 31 điểm sau 26 vòng đấu. Dưới sự dẫn dắt của HLV Nguyễn Minh Phương, đội bóng thi đấu rất hay trên sân nhà nhưng ở sân khách chỉ toàn hòa hoặc thua. Vì vậy sau khi kết thúc mùa giải, HLV Nguyễn Minh Phương đã đệ đơn xin từ chức và ban lãnh đạo (BLĐ) đội bóng đã quyết định mời lại HLV Lê Huỳnh Đức về dẫn dắt đội bóng trong giai đoạn khó khăn này.
Năm 2019, BLĐ đội đã ký kết với Công ty Cổ phần Kamito về việc tài trợ trang phục thi đấu cho đội bóng. Đây là dấu ấn rất lớn trong việc chuyên nghiệp hóa CLB.
Năm 2020, ở vòng 6 V.League trên sân nhà, dù bị Hoàng Anh Gia Lai (HAGL) ghi bàn trước nhưng CLB đã lội ngược dòng, giành chiến thắng với tỷ số 3-1. Đây là một trong số những đội bóng hiếm hoi đánh bại HAGL trên sân nhà kể từ khi HAGL lên chơi V.League (2003) với 14 trận thắng, 3 trận hòa (2004, 2013, 2014) và 1 trận thua (2003).
Mùa giải V.League 2023, đội phải xuống hạng chơi tại V.League 2 sau hơn hai thập kỷ thi đấu tại hạng cao nhất. Mùa 2023-24 đội thăng hạng chỉ sau một mùa.

## Trang phục thi đấu
| Giai đoạn | Hãng áo đấu | Nhà tài trợ in lên áo đấu | Nhà tài trợ in lên áo đấu | Nhà tài trợ in lên áo đấu |
| Giai đoạn | Hãng áo đấu | 1                         | 2                         | 3                         |
| --------- | ----------- | ------------------------- | ------------------------- | ------------------------- |
| 2009–2018 | không có    | SHB                       | không có                  | không có                  |
| 2019–2022 | Kamito      | SHB                       | không có                  | không có                  |
| 2023–2024 | Kamito      | SHB                       | muRata                    | không có                  |
| 2024-nay  | Kamito      | SHB                       | Corporation               | muRata                    |

| Áo đấu sân nhà | Áo đấu sân nhà | Áo đấu sân nhà |
| -------------- | -------------- | -------------- |
| 1995           | 2012           | 2022           |

| Áo đấu sân khách | Áo đấu sân khách |
| ---------------- | ---------------- |
| 2012             | 2022             |

## Cổ phần hóa
Ngày 2 tháng 2 năm 2009, CLB SHB Đà Nẵng chính thức ra mắt Công ty cổ phần Thể thao SHB Đà Nẵng, với số vốn điều lệ 5 tỷ đồng. Công ty thể thao SHB – Đà Nẵng sẽ tiếp nhận câu lạc bộ bóng đá SHB Đà Nẵng từ ngân hàng TMCP Sài Gòn – Hà Nội và bổ nhiệm ông Bùi Xuân Hòa, nguyên Giám đốc điều hành câu lạc bộ bóng đá SHB – Đà Nẵng trước đây làm Tổng giám đốc công ty.

## Danh hiệu
| Giải Vô địch Quốc gia   | 3 | 1992, 2009, 2012 |
| Giải hạng Nhất Quốc gia | 2 | 1997, 2023/24    |
| Cúp Quốc gia            | 2 | 1993, 2009       |
| Siêu cúp Quốc gia       | 1 | 2012             |

### Giải giao hữu
Cúp Thiên Long:
- Vô địch (1): 2021

Cúp BTV:
- Vô địch (1): 2008

Cúp Nutifood:
- Vô địch (1): 2016

Cúp Bác Tôn - An Giang:
- Vô địch (1): 1988

Cúp Trường Sơn:
- Vô địch (1): 1976

### Các đội trẻ
Giải vô địch bóng đá U-21 Việt Nam:
- Vô địch (3): 2003, 2008, 2009

Giải vô địch bóng đá U-17 Việt Nam:
- Vô địch (4): 2003, 2010, 2011, 2013

Giải vô địch bóng đá U-15 Việt Nam:
- Vô địch (1): 2005

## Đội hình hiện tại

### Đội một
Tính đến ngày 10 tháng 5 năm 2025
Ghi chú: Quốc kỳ chỉ đội tuyển quốc gia được xác định rõ trong điều lệ tư cách FIFA. Các cầu thủ có thể giữ hơn một quốc tịch ngoài FIFA.
| Số | VT | Quốc gia | Cầu thủ                    |
| -- | -- | -------- | -------------------------- |
| 1  | TM | Việt Nam | Phan Văn Biểu              |
| 6  | TV | Việt Nam | Đặng Anh Tuấn (đội trưởng) |
| 7  | TV | Việt Nam | Nguyễn Hữu Dũng            |
| 8  | TV | Việt Nam | Võ Ngọc Toàn               |
| 11 | TĐ | Việt Nam | Phan Văn Long              |
| 12 | HV | Việt Nam | Trịnh Hoa Hùng             |
| 13 | TĐ | Việt Nam | Hà Minh Tuấn               |
| 16 | TV | Việt Nam | Phạm Văn Hữu               |
| 18 | TV | Việt Nam | Phạm Đình Duy              |
| 20 | HV | Việt Nam | Lương Duy Cương            |
| 21 | TV | Việt Nam | Nguyễn Phi Hoàng           |
| 22 | HV | Việt Nam | Nguyễn Công Nhật           |
| 24 | TV | Việt Nam | Nguyễn Trọng Nam           |
| 25 | TM | Việt Nam | Phạm Văn Cường             |

| Số | VT | Quốc gia | Cầu thủ                         |
| -- | -- | -------- | ------------------------------- |
| 26 | HV | Việt Nam | Đoàn Anh Việt                   |
| 27 | TV | Việt Nam | Giang Trần Quách Tân            |
| 28 | HV | Việt Nam | Mai Quốc Tú                     |
| 30 | TM | Việt Nam | Đặng Tuấn Hưng                  |
| 31 | TĐ | Brasil   | Thiago Henrique                 |
| 34 | HV | Việt Nam | Lê Quang Hùng                   |
| 38 | TĐ | Việt Nam | Nguyễn Minh Quang               |
| 41 | HV | Brasil   | Cássio Scheid                   |
| 43 | HV | Việt Nam | Lê Văn Hưng                     |
| 67 | TV | Việt Nam | Võ Minh Đan                     |
| 68 | HV | Việt Nam | Nguyễn Đức Anh (mượn từ Hà Nội) |
| 81 | TV | Việt Nam | Trần Vương                      |
| 86 | HV | Việt Nam | Liễu Quang Vinh                 |
| 91 | TM | Việt Nam | Bùi Tiến Dũng                   |
| 95 | TV | Việt Nam | Nguyễn Hồng Sơn                 |
| 97 | TV | Brasil   | Emerson Souza                   |

### Không nằm trong danh sách thi đấu
Ghi chú: Quốc kỳ chỉ đội tuyển quốc gia được xác định rõ trong điều lệ tư cách FIFA. Các cầu thủ có thể giữ hơn một quốc tịch ngoài FIFA.
| Số | VT | Quốc gia | Cầu thủ     |
| -- | -- | -------- | ----------- |
| 4  | HV | Việt Nam | Bùi Duy Bảo |

### Cho mượn
Ghi chú: Quốc kỳ chỉ đội tuyển quốc gia được xác định rõ trong điều lệ tư cách FIFA. Các cầu thủ có thể giữ hơn một quốc tịch ngoài FIFA.
| Số | VT | Quốc gia | Cầu thủ                                                 |
| -- | -- | -------- | ------------------------------------------------------- |
| 5  | HV | Việt Nam | Hồ Văn Duy Bảo (cho mượn đến Trẻ Thành phố Hồ Chí Minh) |
| 15 | HV | Việt Nam | Nguyễn Thành Khải (cho mượn đến Đồng Tháp)              |
| 17 | TV | Việt Nam | Phạm Bá Thảo (cho mượn đến Trẻ Thành phố Hồ Chí Minh)   |
| 19 | TV | Việt Nam | Bùi Quang Huy (cho mượn đến Trẻ Thành phố Hồ Chí Minh)  |

| Số | VT | Quốc gia | Cầu thủ                                                  |
| -- | -- | -------- | -------------------------------------------------------- |
| 77 | TM | Việt Nam | Hồ Tùng Hân (cho mượn đến Balestier Khalsa)              |
| —  | TV | Việt Nam | Nguyễn Công Trịnh (cho mượn đến Đồng Tháp)               |
| —  | TV | Việt Nam | Quách Công Đình (cho mượn đến Trẻ Thành phố Hồ Chí Minh) |

### Đội hình trẻ
Ghi chú: Quốc kỳ chỉ đội tuyển quốc gia được xác định rõ trong điều lệ tư cách FIFA. Các cầu thủ có thể giữ hơn một quốc tịch ngoài FIFA.
| Số | VT | Quốc gia | Cầu thủ             |
| -- | -- | -------- | ------------------- |
| 3  |    | Việt Nam | Phùng Lê Cao Sơn    |
| 4  |    | Việt Nam | Lương Duy Cương     |
| 5  |    | Việt Nam | Hà Ngọc Quang Thông |
| 6  |    | Việt Nam | Quách Công Đình     |
| 7  |    | Việt Nam | Nguyễn Kim Quang    |
| 8  |    | Việt Nam | Lê Văn Hưng         |
| 9  |    | Việt Nam | Đỗ Hữu Minh Quang   |
| 10 |    | Việt Nam | Phạm Xuân Tạo       |
| 11 |    | Việt Nam | Trần Thanh Tài      |
| 12 |    | Việt Nam | Phạm Văn Hữu        |
| 14 |    | Việt Nam | Phạm Bá Thảo        |
| 15 |    | Việt Nam | Nguyễn Trọng Nam    |
| 16 |    | Việt Nam | Phạm Đình Duy       |
| 17 |    | Việt Nam | Võ Minh Đan         |

| Số | VT | Quốc gia | Cầu thủ                |
| -- | -- | -------- | ---------------------- |
| 18 |    | Việt Nam | Võ Phúc                |
| 19 |    | Việt Nam | Lê Văn Long            |
| 20 |    | Việt Nam | Phạm Minh Chiến        |
| 21 |    | Việt Nam | Nguyễn Minh Tính       |
| 22 |    | Việt Nam | Lê Hồng Đức            |
| 23 |    | Việt Nam | Hà Ngọc Quang Minh     |
| 24 |    | Việt Nam | Trần Vương             |
| 25 |    | Việt Nam | Nguyễn Ngọc Thi        |
| 26 |    | Việt Nam | Lâm Lê Phước Tiến Dũng |
| 27 |    | Việt Nam | Lê Ngô Quang Hậu       |
| 28 |    | Việt Nam | Nguyễn Công Trịnh      |
| 29 |    | Việt Nam | Trần Nguyễn Khánh Hòa  |
| 30 |    | Việt Nam | Nguyễn Thành Khải      |
| 31 |    | Việt Nam | Hồ Ngọc Hoàng          |

## Giải thưởng cá nhân khi thi đấu cho câu lạc bộ

### Cầu thủ nước ngoài xuất sắc nhất
Cầu thủ đoạt giải Cầu thủ nước ngoài xuất sắc nhất khi đang chơi cho SHB Đà Nẵng:
- Almeida Jose De Emidio – 2007, 2008
- Đỗ Merlo – 2009

### Vua phá lưới
Cầu thủ đoạt giải Vua phá lưới khi đang chơi cho SHB Đà Nẵng:
- Almeida Jose De Emidio – 2007, 2008
- Đỗ Merlo – 2009, 2010, 2011

### Quả bóng vàng Việt Nam
Cầu thủ đoạt danh hiệu Quả bóng vàng khi đang chơi cho SHB Đà Nẵng:
- Huỳnh Quốc Anh – 2012

Vào năm 2015, cầu thủ Võ Huy Toàn lọt vào top 5 đề cử cho danh hiệu Quả bóng vàng 2015 sau thành tích xuất sắc tại SEA Games 28 (Huy Toàn đạt danh hiệu Vua phá lưới tại giải với 5 bàn thắng).

## Thành phần ban huấn luyện
| Chức vụ                        | Tên               |
| ------------------------------ | ----------------- |
| Chủ tịch                       | Vũ Nam Thắng      |
| Tổng giám đốc                  | Hồ Kinh Tuấn Kiệt |
| Giám đốc kỹ thuật              | Phan Thanh Hùng   |
| Huấn luyện viên trưởng         | Lê Đức Tuấn       |
| Trợ lý Huấn luyện viên         | Nguyễn Quốc Long  |
| Trợ lý Huấn luyện viên         | Trần Văn Thọ      |
| Trợ lý Huấn luyện viên         | Phạm Nguyên Sa    |
| Huấn luyện viên Thủ môn        | Nguyễn Viết Nam   |
| Trợ lý huấn luyện viên Thủ môn | Nguyễn Thanh Bình |
| Huấn luyện viên Thể lực        | Luiz Alberto      |

## Các nhân vật nổi tiếng

### Cầu thủ tiêu biểu
- Nguyễn Minh Phương
- Huỳnh Quốc Anh
- Lê Quang Cường
- Võ Huy Toàn
- Hồ Ngọc Thắng
- Châu Lê Phước Vĩnh
- Trần Hải Lâm
- Nguyễn Vũ Phong
- Gastón Merlo
- Almeida Jose De Emidio
- Hà Đức Chinh
- Lương Duy Cương
- Phạm Đình Duy
- Nguyễn Phi Hoàng

### Huấn luyện viên
- Lê Thụy Hải
- Phan Thanh Hùng
- Lê Huỳnh Đức
- Trương Việt Hoàng

## Các huấn luyện viên trong lịch sử
| Các huấn luyện viên trưởng của SHB Đà Nẵng \| - –1986: Lê Đình Chính - 1987–1992: Vũ Văn Tư - 1992–1993: Trần Vũ - 1994–1995: Thái Long - 1995–1997: Nguyễn Văn Vinh - 2000–2001: Trần Vũ - 2001–2002: Mastaler - 2003–2004: Kenneth Morton - 2004: Gary Phillips - 2005: Lê Thụy Hải - 2006–2007: Trần Vũ \| - 2007–2008: Phan Thanh Hùng - 2008–2017: Lê Huỳnh Đức - 2017–2018: Nguyễn Minh Phương - 2018–2021: Lê Huỳnh Đức - 2021–2023: Phan Thanh Hùng - 2023: Phạm Minh Đức - 2023–2024: Trương Việt Hoàng - 2024: Đào Quang Hùng - 2024–2025: Cristiano Roland - 2025–: Lê Đức Tuấn \| | |
| - –1986: Lê Đình Chính - 1987–1992: Vũ Văn Tư - 1992–1993: Trần Vũ - 1994–1995: Thái Long - 1995–1997: Nguyễn Văn Vinh - 2000–2001: Trần Vũ - 2001–2002: Mastaler - 2003–2004: Kenneth Morton - 2004: Gary Phillips - 2005: Lê Thụy Hải - 2006–2007: Trần Vũ | - 2007–2008: Phan Thanh Hùng - 2008–2017: Lê Huỳnh Đức - 2017–2018: Nguyễn Minh Phương - 2018–2021: Lê Huỳnh Đức - 2021–2023: Phan Thanh Hùng - 2023: Phạm Minh Đức - 2023–2024: Trương Việt Hoàng - 2024: Đào Quang Hùng - 2024–2025: Cristiano Roland - 2025–: Lê Đức Tuấn |

## Thành tích thi đấu

### Thành tích bóng đá trong nước
| Chú giải màu sắc | Chú giải màu sắc |
| ---------------- | ---------------- |
| Vô địch          |                  |
| Á quân           |                  |
| Hạng ba          |                  |
| Hạng tư          |                  |
| Thăng hạng       |                  |
| Tranh trụ hạng   | Thắng play-off   |
| Tranh trụ hạng   | Thua play-off    |
| Xuống hạng       |                  |

| Thành tích của SHB Đà Nẵng từ khi V.League được thành lập | Thành tích của SHB Đà Nẵng từ khi V.League được thành lập | Thành tích của SHB Đà Nẵng từ khi V.League được thành lập | Thành tích của SHB Đà Nẵng từ khi V.League được thành lập | Thành tích của SHB Đà Nẵng từ khi V.League được thành lập | Thành tích của SHB Đà Nẵng từ khi V.League được thành lập | Thành tích của SHB Đà Nẵng từ khi V.League được thành lập | Thành tích của SHB Đà Nẵng từ khi V.League được thành lập | Thành tích của SHB Đà Nẵng từ khi V.League được thành lập | Thành tích của SHB Đà Nẵng từ khi V.League được thành lập | Thành tích của SHB Đà Nẵng từ khi V.League được thành lập | Thành tích của SHB Đà Nẵng từ khi V.League được thành lập | Thành tích của SHB Đà Nẵng từ khi V.League được thành lập |
| Năm                                                       | Hạng đấu                                                  | Hạng đấu                                                  | Hạng đấu                                                  | Hạng đấu                                                  | Thành tích                                                | St                                                        | T                                                         | H                                                         | B                                                         | Bt                                                        | Bb                                                        | Điểm                                                      |
| Năm                                                       | I                                                         | II                                                        | III                                                       | IV                                                        | Thành tích                                                | St                                                        | T                                                         | H                                                         | B                                                         | Bt                                                        | Bb                                                        | Điểm                                                      |
| --------------------------------------------------------- | --------------------------------------------------------- | --------------------------------------------------------- | --------------------------------------------------------- | --------------------------------------------------------- | --------------------------------------------------------- | --------------------------------------------------------- | --------------------------------------------------------- | --------------------------------------------------------- | --------------------------------------------------------- | --------------------------------------------------------- | --------------------------------------------------------- | --------------------------------------------------------- |
| 2000–01                                                   |                                                           |                                                           |                                                           |                                                           | Thứ 2                                                     | 22                                                        | 12                                                        | 8                                                         | 2                                                         | 40                                                        | 16                                                        | 44                                                        |
| 2001–02                                                   |                                                           |                                                           |                                                           |                                                           | Thứ 6                                                     | 18                                                        | 6                                                         | 6                                                         | 6                                                         | 14                                                        | 14                                                        | 24                                                        |
| 2003                                                      |                                                           |                                                           |                                                           |                                                           | Thứ 10                                                    | 22                                                        | 8                                                         | 3                                                         | 11                                                        | 24                                                        | 29                                                        | 27                                                        |
| 2004                                                      |                                                           |                                                           |                                                           |                                                           | Thứ 9                                                     | 22                                                        | 5                                                         | 9                                                         | 8                                                         | 27                                                        | 28                                                        | 24                                                        |
| 2005                                                      |                                                           |                                                           |                                                           |                                                           | Thứ 2                                                     | 22                                                        | 10                                                        | 8                                                         | 4                                                         | 33                                                        | 19                                                        | 38                                                        |
| 2006                                                      |                                                           |                                                           |                                                           |                                                           | Thứ 7                                                     | 24                                                        | 9                                                         | 7                                                         | 8                                                         | 32                                                        | 27                                                        | 34                                                        |
| 2007                                                      |                                                           |                                                           |                                                           |                                                           | Thứ 5                                                     | 26                                                        | 9                                                         | 10                                                        | 7                                                         | 33                                                        | 28                                                        | 37                                                        |
| 2008                                                      |                                                           |                                                           |                                                           |                                                           | Thứ 4                                                     | 26                                                        | 12                                                        | 6                                                         | 8                                                         | 44                                                        | 34                                                        | 42                                                        |
| 2009                                                      |                                                           |                                                           |                                                           |                                                           | Vô địch                                                   | 26                                                        | 15                                                        | 5                                                         | 6                                                         | 48                                                        | 30                                                        | 50                                                        |
| 2010                                                      |                                                           |                                                           |                                                           |                                                           | Thứ 6                                                     | 26                                                        | 12                                                        | 4                                                         | 10                                                        | 41                                                        | 44                                                        | 40                                                        |
| 2011                                                      |                                                           |                                                           |                                                           |                                                           | Thứ 3                                                     | 26                                                        | 12                                                        | 8                                                         | 6                                                         | 49                                                        | 32                                                        | 44                                                        |
| 2012                                                      |                                                           |                                                           |                                                           |                                                           | Vô địch                                                   | 26                                                        | 14                                                        | 6                                                         | 6                                                         | 47                                                        | 31                                                        | 48                                                        |
| 2013                                                      |                                                           |                                                           |                                                           |                                                           | Thứ 2                                                     | 20                                                        | 10                                                        | 5                                                         | 5                                                         | 29                                                        | 24                                                        | 35                                                        |
| 2014                                                      |                                                           |                                                           |                                                           |                                                           | Thứ 4                                                     | 22                                                        | 11                                                        | 6                                                         | 5                                                         | 43                                                        | 33                                                        | 39                                                        |
| 2015                                                      |                                                           |                                                           |                                                           |                                                           | Thứ 9                                                     | 26                                                        | 10                                                        | 6                                                         | 10                                                        | 42                                                        | 32                                                        | 36                                                        |
| 2016                                                      |                                                           |                                                           |                                                           |                                                           | Thứ 3                                                     | 26                                                        | 15                                                        | 4                                                         | 7                                                         | 49                                                        | 33                                                        | 49                                                        |
| 2017                                                      |                                                           |                                                           |                                                           |                                                           | Thứ 9                                                     | 26                                                        | 8                                                         | 9                                                         | 9                                                         | 36                                                        | 34                                                        | 33                                                        |
| 2018                                                      |                                                           |                                                           |                                                           |                                                           | Thứ 9                                                     | 26                                                        | 8                                                         | 7                                                         | 11                                                        | 38                                                        | 49                                                        | 31                                                        |
| 2019                                                      |                                                           |                                                           |                                                           |                                                           | Thứ 10                                                    | 26                                                        | 9                                                         | 6                                                         | 11                                                        | 38                                                        | 38                                                        | 33                                                        |
| 2020                                                      |                                                           |                                                           |                                                           |                                                           | Thứ 9                                                     | 18                                                        | 6                                                         | 5                                                         | 7                                                         | 26                                                        | 22                                                        | 23                                                        |
| 2021                                                      |                                                           |                                                           |                                                           |                                                           | Mùa giải bị hủy vì COVID-19                               | Mùa giải bị hủy vì COVID-19                               | Mùa giải bị hủy vì COVID-19                               | Mùa giải bị hủy vì COVID-19                               | Mùa giải bị hủy vì COVID-19                               | Mùa giải bị hủy vì COVID-19                               | Mùa giải bị hủy vì COVID-19                               | Mùa giải bị hủy vì COVID-19                               |
| 2022                                                      |                                                           |                                                           |                                                           |                                                           | Thứ 10                                                    | 24                                                        | 6                                                         | 7                                                         | 11                                                        | 18                                                        | 35                                                        | 25                                                        |
| 2023                                                      |                                                           |                                                           |                                                           |                                                           | Thứ 14                                                    | 18                                                        | 2                                                         | 8                                                         | 8                                                         | 11                                                        | 19                                                        | 14                                                        |
| 2023–24                                                   |                                                           |                                                           |                                                           |                                                           | Vô địch                                                   | 20                                                        | 13                                                        | 5                                                         | 2                                                         | 37                                                        | 10                                                        | 44                                                        |
| 2024–25                                                   |                                                           |                                                           |                                                           |                                                           | Thứ 13                                                    | 26                                                        | 5                                                         | 10                                                        | 11                                                        | 24                                                        | 42                                                        | 25                                                        |

### Đấu trường châu lục
| Thành tích của SHB Đà Nẵng tại các giải cấp châu lục | Thành tích của SHB Đà Nẵng tại các giải cấp châu lục | Thành tích của SHB Đà Nẵng tại các giải cấp châu lục | Thành tích của SHB Đà Nẵng tại các giải cấp châu lục | Thành tích của SHB Đà Nẵng tại các giải cấp châu lục | Thành tích của SHB Đà Nẵng tại các giải cấp châu lục | Thành tích của SHB Đà Nẵng tại các giải cấp châu lục | Thành tích của SHB Đà Nẵng tại các giải cấp châu lục | Thành tích của SHB Đà Nẵng tại các giải cấp châu lục | Thành tích của SHB Đà Nẵng tại các giải cấp châu lục | Thành tích của SHB Đà Nẵng tại các giải cấp châu lục |
| Năm                                                  | Thành tích                                           | St                                                   | T                                                    | H                                                    | B                                                    | Bt                                                   | Bb                                                   | Đối thủ                                              | Sân nhà                                              | Sân khách                                            |
| ---------------------------------------------------- | ---------------------------------------------------- | ---------------------------------------------------- | ---------------------------------------------------- | ---------------------------------------------------- | ---------------------------------------------------- | ---------------------------------------------------- | ---------------------------------------------------- | ---------------------------------------------------- | ---------------------------------------------------- | ---------------------------------------------------- |
| AFC Champions League                                 |                                                      |                                                      |                                                      |                                                      |                                                      |                                                      |                                                      |                                                      |                                                      |                                                      |
| 1993-94                                              | Vòng sơ loại                                         | 2                                                    | 0                                                    | 0                                                    | 2                                                    | 1                                                    | 3                                                    | Arema Malang                                         | 1-2                                                  | 0-1                                                  |
| 2006                                                 | Vòng 1                                               | 6                                                    | 0                                                    | 0                                                    | 6                                                    | 2                                                    | 27                                                   | Đại Liên Thạch Đức Gamba Osaka Jeonbuk Motors        | 0-2 2-5 0-1                                          | 0-1 0-7 0-3                                          |
| 2010                                                 | Vòng sơ loại                                         | 1                                                    | 0                                                    | 0                                                    | 1                                                    | 1                                                    | 3                                                    | Muangthong United                                    | 1-3                                                  |                                                      |
| Tổng cộng                                            | 3 lần tham dự                                        | 9                                                    | 0                                                    | 0                                                    | 9                                                    | 4                                                    | 33                                                   | -                                                    | -                                                    | -                                                    |
| AFC Cup                                              |                                                      |                                                      |                                                      |                                                      |                                                      |                                                      |                                                      |                                                      |                                                      |                                                      |
| 2010                                                 | Vòng 1                                               | 6                                                    | 4                                                    | 2                                                    | 0                                                    | 12                                                   | 6                                                    | Cảng Thái Lan Tai Po FC Geylang United FC            | 0-0 3-0 3-2                                          | 4-2 2-1 1-1                                          |
| 2010                                                 | Vòng 2                                               | 1                                                    | 1                                                    | 0                                                    | 0                                                    | 4                                                    | 3                                                    | Becamex Bình Dương                                   | 4-3                                                  |                                                      |
| 2010                                                 | Tứ kết                                               | 2                                                    | 0                                                    | 0                                                    | 2                                                    | 3                                                    | 8                                                    | Al-Riffa                                             | 3-5                                                  | 0-3                                                  |
| 2013                                                 | Vòng 1                                               | 6                                                    | 4                                                    | 1                                                    | 1                                                    | 12                                                   | 11                                                   | Ayeyawady United                                     | 2-1                                                  | 3-2                                                  |
| 2013                                                 | Vòng 1                                               | 6                                                    | 4                                                    | 1                                                    | 1                                                    | 12                                                   | 11                                                   | Maziya                                               | 3-1                                                  | 3-2                                                  |
| 2013                                                 | Vòng 1                                               | 6                                                    | 4                                                    | 1                                                    | 1                                                    | 12                                                   | 11                                                   | Kelantan                                             | 1-1                                                  | 0-5                                                  |
| 2013                                                 | Vòng 1/8                                             | 1                                                    | 0                                                    | 0                                                    | 1                                                    | 1                                                    | 2                                                    | Semen Padang                                         | 1-2                                                  | 1-2                                                  |
| Tổng cộng                                            | 1 lần: Tứ kết                                        | 16                                                   | 9                                                    | 3                                                    | 4                                                    | 32                                                   | 30                                                   | -                                                    | -                                                    | -                                                    |
| Cúp C2 châu Á                                        |                                                      |                                                      |                                                      |                                                      |                                                      |                                                      |                                                      |                                                      |                                                      |                                                      |
| 1993                                                 | Vòng 1                                               | –                                                    | –                                                    | –                                                    | –                                                    | –                                                    | –                                                    | Balestier                                            | bỏ cuộc                                              | bỏ cuộc                                              |
| 1993                                                 | Vòng 2                                               | –                                                    | –                                                    | –                                                    | –                                                    | –                                                    | –                                                    | Được miễn thi đấu                                    | Được miễn thi đấu                                    | Được miễn thi đấu                                    |
| 1993                                                 | Vòng 3                                               | 2                                                    | 1                                                    | 1                                                    | 0                                                    | 2                                                    | 1                                                    | Mohammedan                                           | 1-0                                                  | 1-1                                                  |
| 1993                                                 | Bán kết                                              | 2                                                    | 0                                                    | 1                                                    | 1                                                    | 1                                                    | 4                                                    | Nissan FC                                            | 1-1                                                  | 0-3                                                  |
| 1995                                                 | Vòng 1                                               | –                                                    | –                                                    | –                                                    | –                                                    | –                                                    | –                                                    | Được miễn thi đấu                                    | Được miễn thi đấu                                    | Được miễn thi đấu                                    |
| 1995                                                 | Vòng 2                                               | 2                                                    | 0                                                    | 0                                                    | 2                                                    | 2                                                    | 8                                                    | TOT FC                                               | 0-3                                                  | 2-5                                                  |
| Tổng cộng                                            | 1 lần Bán kết                                        | 6                                                    | 1                                                    | 2                                                    | 3                                                    | 5                                                    | 13                                                   | -                                                    | -                                                    | -                                                    |